# Racławice (powiat krakowski)
Racławice – wieś w Polsce położona w województwie małopolskim, w powiecie krakowskim, w gminie Jerzmanowice-Przeginia.
Od północy bezpośrednio graniczy z Czubrowicami (przy racławickim przysiółku Krupka), od południa z Paczółtowicami (jego wschodnim przysiółkiem Wzdólem). Do roku 1975 wieś należała do ówczesnego powiatu olkuskiego. W latach 1975–1998 miejscowość należała administracyjnie do województwa krakowskiego.
Na terenie wsi istnieje szkoła podstawowa, apteka, ośrodek zdrowia i kościół rzymskokatolicki oraz grupa Świadków Jehowy. Na terenie Racławic działa Wiejski Dom Kultury.

## Położenie
Wieś położona jest nad płynącą od Czubrowic Czubrówką w Dolinie Czubrówki, na terenie Parku Krajobrazowego Dolinki Krakowskie na Wyżynie Olkuskiej.
Na południowym krańcu wsi, na tzw. Czerwonym Brzegu, na granicy z Paczółtowicami, Czubrówka przybiera nazwę Racławka, która wpływa do Doliny Racławki.

## Części wsi
| SIMC    | Nazwa          | Rodzaj    |
| ------- | -------------- | --------- |
| 0321359 | Króbka         | część wsi |
| 0321365 | Miasto         | część wsi |
| 0321371 | Na Skale       | część wsi |
| 0321388 | Na Świerczynie | część wsi |

## Zabytki
Obiekt wpisany do rejestru zabytków nieruchomych województwa małopolskiego.
- Kościół parafialny pw. Narodzenia NPM, ogrodzenie, otoczenie, starodrzew.

## Przyroda
- Jaskinia Racławicka (Grzmiączka) o długości 168 m, głębokości 26 m[7];
- Dolina Racławki;
- lipy – pomniki przyrody.